# 埃德萨之围 (1144年)
埃德萨之围（英语：Siege of Edessa；法语：Siège d'Édesse）是发生在1144年11月28日至12月24日间赞吉王朝对埃德萨伯国首都埃德萨城的围攻。以埃德萨的陷落告终，该城最终被摩苏尔与阿勒颇统治者赞吉攻占。这场战役成为欧洲发起第二次十字军东征的直接导火索。

## 背景

### 埃德萨的危机

1131年前埃德萨伯国的版图

埃德萨伯国作为首个十字军国家，由布洛涅的鲍德温于1098年脱离第一次十字军东征主力后建立。但该伯国地处四个十字军国家的最北端，人口稀少且防御薄弱，长期遭受阿尔图格王朝、达尼什曼德王朝及塞尔柱突厥人等周边穆斯林政权的频繁侵袭。1104年哈兰战役惨败后，伯爵鲍德温二世与其继任者库特奈的乔瑟林双双被俘。1122年乔瑟林再度被俘，虽在1125年阿扎兹战役后伯国稍得喘息，但1131年乔瑟林战死沙场。其继任者乔瑟林二世被迫与拜占庭帝国结盟，然而1143年拜占庭皇帝约翰二世·科穆宁与耶路撒冷国王富尔克相继离世。约翰二世之子曼努埃尔一世继位后忙于镇压兄长们的反叛，耶路撒冷则由富尔克遗孀梅利桑德与幼子鲍德温三世共治。与此同时，乔瑟林二世与的黎波里伯爵雷蒙德二世、安条克亲王普瓦捷的雷蒙德爆发争执，最终使埃德萨陷入孤立无援的绝境。

### 赞吉王朝的崛起

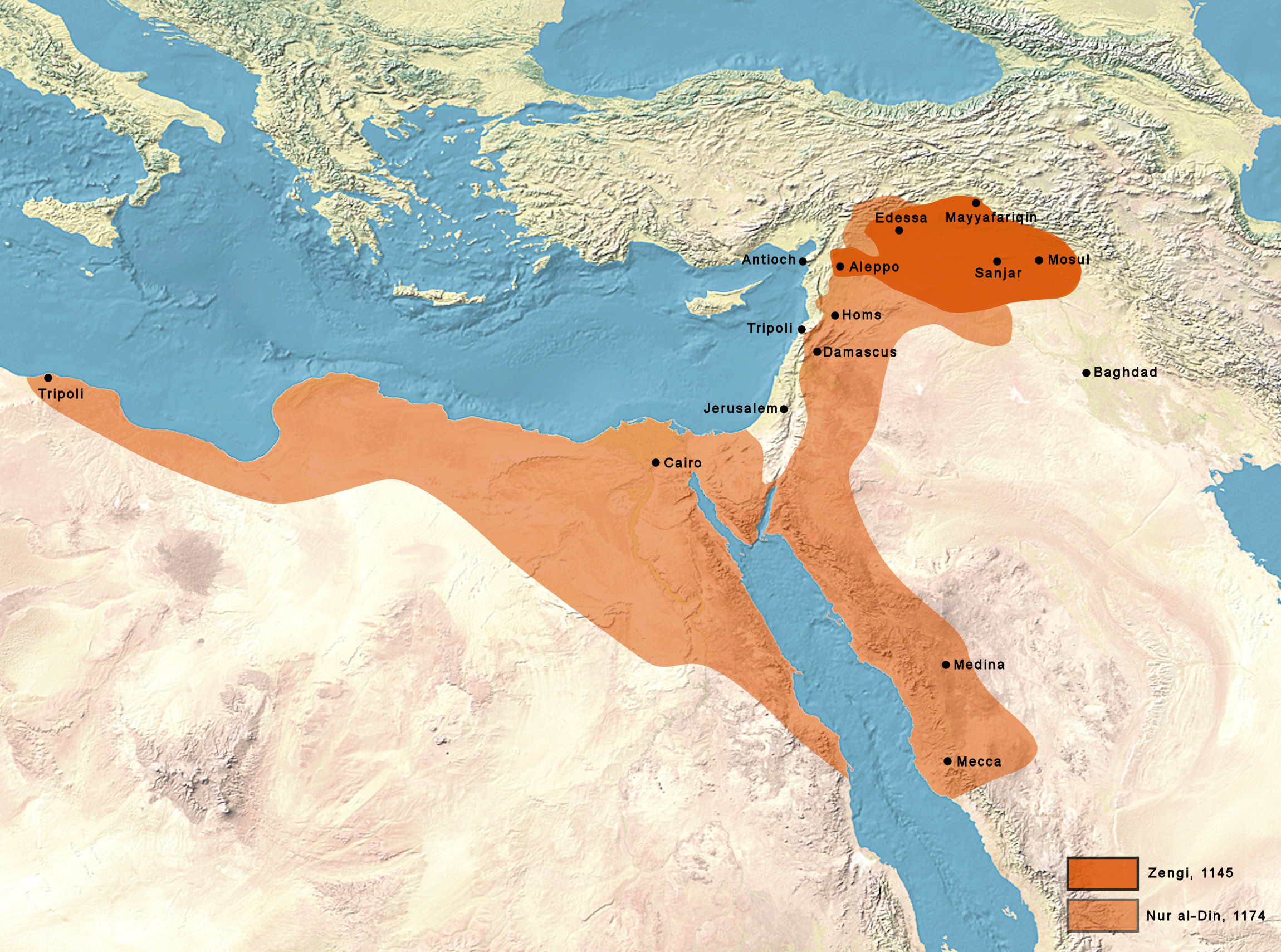
赞吉王朝1145-1147的领土变化

1127至1128年间，赞吉相继成为阿勒颇与摩苏尔的阿塔贝格（军事总督）。通过整合两城资源，他建立起以自身命名的赞吉王朝，成为穆斯林世界对抗十字军势力的新兴力量。1130年，赞吉以"联合抗敌"为名与布里迪王朝结盟，实则借此扩张势力。他背信扣押布里迪统治者之子，并出兵占领战略要地哈马。布里迪为赎回继承人，被迫支付高达五万第纳尔的赎金，此举极大削弱了该王朝实力。
与此同时，埃德萨伯国因内部分裂与外援断绝陷入危机。赞吉敏锐捕捉到这一战略窗口，于1144年率大军围攻埃德萨。该城的陷落不仅终结了首个十字军国家的历史，更标志着穆斯林势力开启系统性反攻——此事件直接震动欧洲，最终催生出第二次十字军东征。

## 围攻埃德萨
1144年，乔瑟林二世与阿尔图格王朝统治者卡拉·阿尔斯兰（Kara Arslan）结盟，试图遏制赞吉日益扩张的势力。他几乎倾尽埃德萨守军东进支援盟友对抗阿勒颇，此举造成都城防御真空。此时赞吉正欲利用耶路撒冷国王富尔克新丧（1143年）的战略机遇，火速北上围攻埃德萨，他于11月28日兵临埃德萨城下。尽管守城军队提前获知敌情并准备固守，但主力部队的缺失使防御陷入绝境。
拉丁大主教于格（Hugh of Edessa）、亚美尼亚主教约翰（John）与雅各派主教巴西尔·巴尔·舒姆纳（Basil bar Shumna）共同领导守城。两位东方基督教主教成功阻止本地信徒倒戈。乔瑟林闻讯后撤至图尔贝塞尔，深知若无其他十字军国家支援已无力回天。耶路撒冷方面，梅利桑德女王派遣希耶尔的马纳塞斯（Manasses of Hierges）、米利的腓力（Philip of Milly）与布尔的埃利南（Elinand of Bures）率军驰援，而安条克亲王普瓦捷的雷蒙德因正与拜占庭帝国在奇里乞亚交战，拒绝施援。
赞吉察觉城防空虚，立即实施全面包围。他架设攻城器械并开挖地道，同时获得库尔德与土库曼援军支持。缺乏守城经验的埃德萨居民虽奋力抵抗，却未能有效布防众多城塔，更不谙反地道战术。12月24日，"时辰门"（Gate of the Hours）附近城墙因地道爆破轰然坍塌，赞吉大军涌入屠戮未能逃入内堡的民众，数千人在混乱中遭踩踏窒息而亡，包括大主教休。赞吉虽下令停止屠杀，但所有拉丁战俘仍被处决，本地基督徒则获准自由生活。12月26日内堡守军投降，赞吉任命其将领扎因·丁·阿里·库楚克（Zayn ad-Din Ali Kutchuk）为总督，承认倒戈效忠的巴西尔主教管理基督教社群。

## 后续
1145年1月，赞吉攻占战略要冲叙吕奇（Saruj）并围攻比雷吉克（Birejik），但耶路撒冷援军及时抵达与约瑟林二世会师。此时赞吉获悉摩苏尔发生动乱，遂急返平乱。伊斯兰世界将其尊奉为"信仰捍卫者"（defender of the faith）与"胜利之王"（al-Malik al-Mansur），诗人伊本·凯萨拉尼（Ibn al-Qaysarani）更以韵文颂诗赞其功绩。尽管十字军担忧其进一步攻占埃德萨残部或安条克公国，但赞吉未再发动大规模攻势。约瑟林二世以幼发拉底河西岸的图尔贝塞尔（Turbessel）为据点，勉强维持伯国残余统治，然而其领土仍被穆斯林逐步蚕食或转售拜占庭。
1146年，赞吉在围攻贾巴尔堡（Qalat Jabar）时遭奴隶刺杀，其子努尔丁（Nur ad-Din）继承阿勒颇。同年10月，约瑟林二世趁乱突袭埃德萨，一度收复除内堡外的城区。但由于缺乏其他十字军国家支援，其仓促组织的远征军在11月遭努尔丁击溃。约瑟林试图为城中亚美尼亚基督徒开辟逃生通道，但突围行动失败。努尔丁军队对逃亡民众展开屠杀，幸存者悉数沦为奴隶，埃德萨的基督教社群至此遭遇灭顶之灾。
埃德萨陷落的消息震动欧洲，安条克亲王普瓦捷的雷蒙德早在1145年便派遣使团（包括贾巴拉主教休）向教宗尤金三世求援。1145年12月1日，尤金三世颁布教宗诏书《Quantum praedecessores》，正式号召发起第二次十字军东征。此次行动由法国国王路易七世与德意志国王康拉德三世率领，但因错误决策进攻大马士革而非埃德萨导致第二次东征以惨败告终，埃德萨终未光复。努尔丁则借势巩固势力，其统治为后来萨拉丁整合穆斯林力量、收复耶路撒冷埋下关键伏笔。